# 瓦莱丽·霍布森
瓦莱丽·霍布森（英語：Babette Louisa Valerie Hobson，1917年4月4日—1998年11月13日）是一名英国女演员。
她于1935年在《科学怪人的新娘》中扮演弗兰肯斯坦男爵夫人一角。同年她在《伦敦狼人》中与亨利·赫尔演对手戏，该片是好莱坞首部狼人电影。
1940年代后期她出演了两个最出名的角色：《远大前程》中的成年埃丝特拉和《仁心与冠冕》（1949）中的伊迪丝·阿斯科尼》。

## 外部連結
- 瓦莱丽·霍布森在互联网电影资料库（IMDb）上的資料（英文）
- 瓦莱丽·霍布森 在英國電影協會的Screenonline
- 在Find a Grave上的瓦莱丽·霍布森
- Photographs of Valerie Hobson （页面存档备份，存于）